# Мало-Учалинский
Мало‑Учалинский — упразднённый в 1963 году посёлок городского типа в Учалинском районе Башкирской АССР Российской Федерации. В феврале 1963 вошёл в чертк г. Учалы.

## География
Был расположен в северной части Башкирского Зауралья, около оз. Юшалы и г. Ташлыбейек в 5 км от райцентра и 107 км от ж.-д. станции Миасс.

## История
Основан в начале 1940‑х гг. 
В 1941 организована старательская артель имени В. И. Ленина.
С 1943 в его состав входил посёлок прииска Буйда.
С 1 февраля 1963 в составе г. Учалы.

## Население
Жили башкиры, русские. В 1952 насчитывалось 9296 чел., 1959 — 11400 человек.

## Известные уроженцы, жители
Среди уроженцев доктор философских наук А. Р. Абдуллин, кандидат технических наук, заслуженный металлург РФ и РБ И. А. Абдрахманов.
Ягудин, Марат Аглямович — советский горный инженер. Лауреат премии Правительства РФ (1999).

## Инфраструктура
Работал Клуб имени Сталина, в лекционном кабинете которого располагалось руководство УНР‑846 (Управление начальных работ) треста № 41 «Главуралстрой». В 1955 открыт ветпункт. В 1957 сдана в эксплуатацию средняя школа.

## Транспорт
В конце 1950‑х — начале 60‑х гг. действовал аэродром. В 1962 построен аэровокзал для пассажиров. Полёты осуществляли на самолётах Як‑40 до гг. Оренбург, Уфа, Челябинск.
Вначале летали Ли-2, затем их заменили на Ан-2.